# 迭戈·哥伦布
迭戈·哥伦布（Diego Colombo，1479/1480年—1526年2月23日），文艺复兴时期欧洲航海家和冒险家。探险家克里斯托弗·哥伦布的儿子，他继承了其父亲的头衔，成为了伊斯帕尼奥拉岛的总督。

## 後代
迭戈·哥伦布的妻子是瑪麗亞·德·托萊多，他們有五個孩子，包含路易斯·科隆·德·托萊多，第一代維拉瓜公爵，以及伊莎貝爾·科隆，她嫁給豪爾赫·阿爾韋托·德·葡萄牙-梅洛（Jorge Alberto de Portugal y Melo），維拉瓜公爵爵位後來由他們後裔繼承。